# Beren Saat
Beren Saat (Ankara, 1984. február 26. –) török színésznő.

## Élete
Beren Saat 1984. február 26-án született Ankarában Ayla és Hüseyin Avni Saat gyermekeként. Egy testvére van, Cem. Középiskolai tanulmányait a Ted Ankara Kolejiben végezte. Ezt követően a Başkent Egyetemen tanult. 2004-ben az Aşkımızda Ölüm Var című televíziós sorozatban debütált. 2005-ben megkapta első főszerepét az Aşka Sürgün-ben. 2008-ban kapta meg Bihter Yöreoğlu szerepét a Tiltott szerelemben, amely Halit Ziya Uşaklıgil regényének feldolgozása. Alakításáért elnyerte az Arany Pillangó-díjat a „legjobb színésznő” kategóriában. 2010-ben a Fatmagülben játszott Engin Akyürek mellett. 2014. július 29-én feleségül ment Kenan Doğulu, török énekeshez. 2015-ben Beren lett A szultána című sorozat főhőse, de csak az első évadban szerepelt, ahol számos díjat kapott az alakításáért. A második évadot nem vállalta el, mivel úgy gondolta, hogy az idős Kösem szultánát érzelmileg nem tudja megformálni, mivel túl fiatal ahhoz, hogy olyan érzelmeket közvetítsen a nézők felé, amit Kösem szultána tenne. A Tiltott szerelem, A szultána és a Fatmagül című sorozatokat Magyarországon elsőként a TV2 kereskedelmi csatorna mutatta be.
Állandó magyar hangja Vágó Bernadett.

## Filmográfia

### Tévésorozatok
| Év        | Cím                    | Magyar cím       | Szerepnév               | Magyar hang    |
| --------- | ---------------------- | ---------------- | ----------------------- | -------------- |
| 2004      | Aşkımızda Ölüm Var     |                  | Nermin                  |                |
| 2005      | Aşka Sürgün            |                  | Zilan Şahvar Azizoğlu   |                |
| 2006–2008 | Hatırla Sevgili        |                  | Yasemin Ünsal           |                |
| 2008–2010 | Aşk-ı Memnu            | Tiltott szerelem | Bihter Yöreoğlu Ziyagil | Vágó Bernadett |
| 2010–2012 | Fatmagül'ün Suçu Ne?   | Fatmagül         | Fatmagül Ketenci Ilgaz  | Vágó Bernadett |
| 2013–2014 | İntikam                | Bosszú           | Yağmur Özden            | Kelemen Kata   |
| 2015–2016 | Muhteşem Yüzyıl: Kösem | A szultána       | Köszem szultána         | Vágó Bernadett |
| 2019–2021 | Atiye                  |                  | Atiye Özgürsoy          |                |

### Filmek
- Güz Sancısı' (2008) .... Elena
- Gecenin Kanatları (2009) .... Gece
- Gergedan Mevsimleri (2011)
- Benim Dünyam (2013) .... Ela
- Utolsó hívás Isztambulba (2023) …. Serin (Magyarhangja: Sipos Eszter Anna)

### Szinkron
- Toy Story 3. (2010) ... Barbie
- Merida, a bátor (2012) ... Merida
- Minyonok (2015) ... Scarlet Overkill

## Fordítás
- Ez a szócikk részben vagy egészben  a   Beren Saat című angol Wikipédia-szócikk fordításán alapul.  Az eredeti cikk szerkesztőit annak laptörténete sorolja fel. Ez a jelzés csupán a megfogalmazás eredetét és a szerzői jogokat jelzi, nem szolgál a cikkben szereplő információk forrásmegjelöléseként.